# 보아오 진

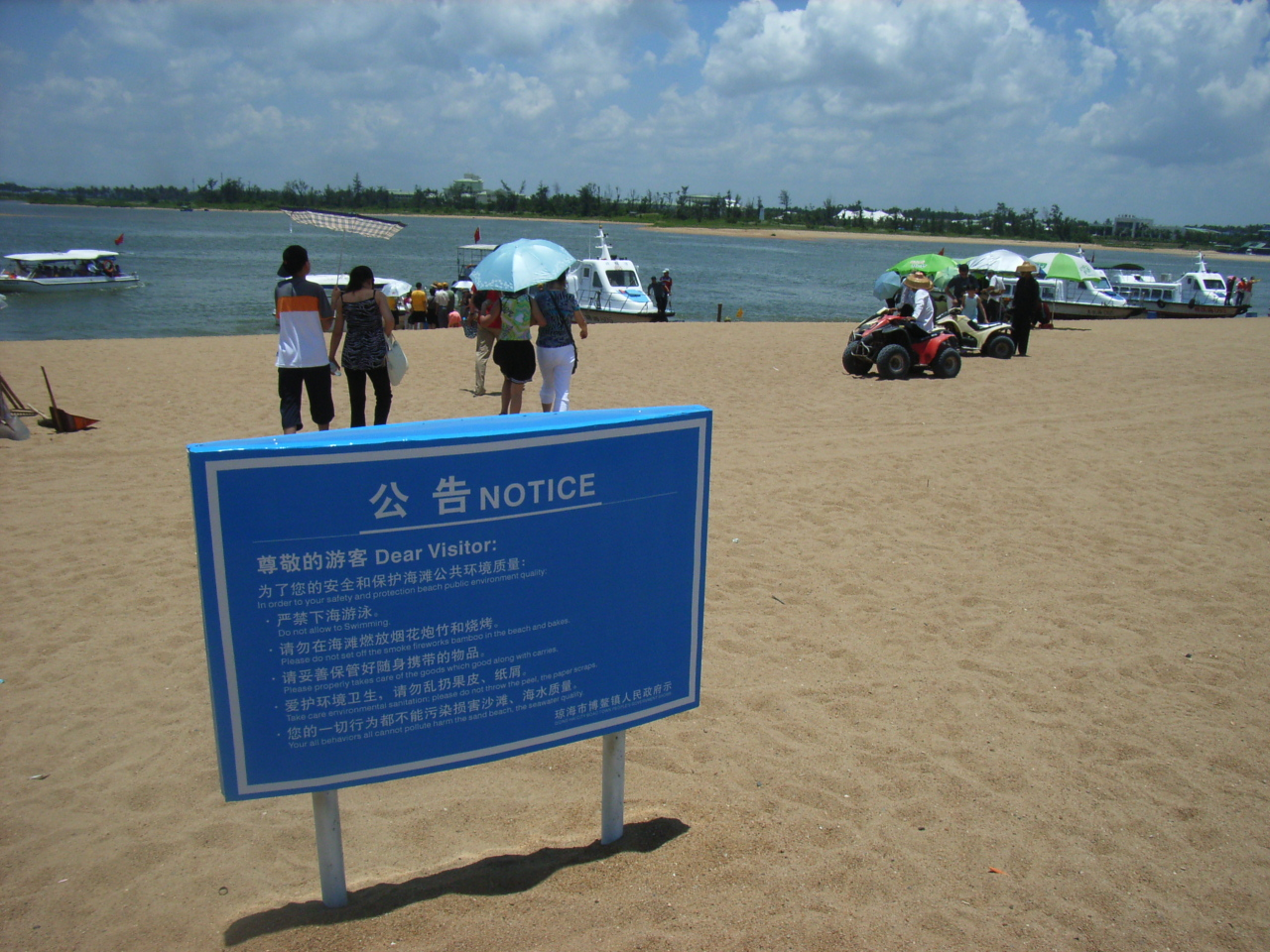
보아오 완취안허(萬泉河)에 인접한 해변

보아오 진(중국어 간체자: 博鳌, 정체자: 博鰲, 병음: bóáo)는 중화인민공화국의 하이난성의 하이난섬에 위치하는 관광지이다.
하이난섬 동해안의 충하이시(瓊海)에 속하는 남중국해에 접한 지역으로 면적은 31km2이다. 완취안허가 바다로 나오는 하구에 해당된다. 남쪽은 완닝시(萬寧)와 접하고 동쪽은 바다에 접하며, 북쪽과 서쪽은 충하이시의 2개의 읍과 접하고 있다. 충하이시 중심에서는 17 km, 칭다오 하이커우시에서는 105 km, 섬의 남단의 리조트 지역 싼야시에서는 180km가 떨어져 있다.
어업과 농업을 하는 어촌이었으나 최근에는 소피텔 등 복수의 국제적인 리조트 호텔이 세워져 국제회의장이나 온천, 골프장이 있는 중국 유수한 규모의 리조트지로서 개발되고 있다. 특히 매년 보아오 포럼이 개최되는 곳으로 세계의 주목을 받고 있다.

## 같이 보기
- 보아오 포럼